# Johann von Montfort
Johann von Montfort († 27. November 1283) war Herr von Toron und Tyrus.
Er war der Sohn des Philipp von Montfort, Herr von Castres, La Ferté-Alais und Bréthencourt, Tyrus und Toron, und dessen zweiter Frau Maria von Antiochia-Armenien.
Als er volljährig wurde, überließ ihm sein Vater die Herrschaft Toron, die allerdings 1266 von den Mamluken erobert wurde. Am 22. September 1268 heiratete er Margarethe von Lusignan (* 1244; † 1308), Tochter des Heinrich von Antiochia und der Isabella von Zypern. Margarethe war die Schwester des Königs Hugo III. von Zypern, der später auch als Hugo I. König von Jerusalem wurde. Anlässlich der Hochzeit bestätigte Hugo den Besitzanspruch der Montforts auf Tyrus, behielt sich aber vor die Herrschaft einzuziehen, falls Johann und Margarethe ohne Erben blieben.
1270 wurde sein Vater von Assassinen ermordet. Johann, der dem Anschlag nur knapp entkam, erbte die Herrschaft Tyrus, die er bis zu seinem Tod 1283 regierte. Da er keine Kinder hatte, erlaubte König Hugo Johanns jüngerem Bruder Humfried ihn in Tyrus zu beerben.